# Tomaž Humar

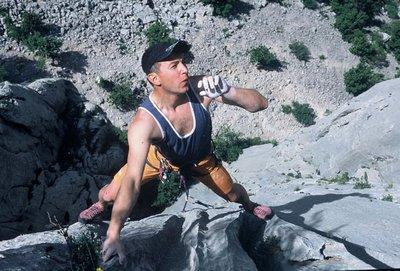
Tomaž Humar

Tomaž Humar (* 18. Februar 1969 in Ljubljana, Jugoslawien, heute Slowenien; † 10. November 2009 am Langtang Lirung, Nepal) war ein slowenischer Bergsteiger.
Humar wuchs in Kamnik auf und begann in den nahegelegenen Steiner Alpen zu klettern. Seit Mitte der 1990er Jahre bestieg er Berge im Himalaya. Im Oktober 1997 bestieg Humar gemeinsam mit Janez Jeglič den Nuptse; nachdem beide den Gipfel erreicht hatte, wurde Jeglič vom Sturm mitgerissen und getötet. Humar wurde aus dem Slowenischen Alpenverein ausgeschlossen, da man dort seine Neigung, auch bei ungünstigen Wetterbedingungen weiterzugehen und dabei auch das Leben Anderer zu riskieren, ablehnte. Humars spätere, privat gesponserte Touren wurden von seinen Mitarbeitern im Basislager live auf seiner Homepage dokumentiert, so sein spektakulärer Durchstieg der Südwand des Dhaulagiri im Zentralteil im November 1999, die er im Alleingang meisterte. Bei Arbeiten an seinem Haus im Oktober 2000 zog er sich durch einen Sturz aus 3 Meter Höhe schwere Verletzungen zu. Im Jahr 2005 blieb er beim Aufstieg am Nanga Parbat wegen schlechten Wetters stecken; auf Drängen der slowenischen Regierung unternahm die pakistanische Luftwaffe eine schwierige Rettungsaktion per Helikopter.
Beim Versuch der Besteigung des 7227 m hohen Langtang Lirung brach sich Humar am 9. November 2009 ein Bein; er forderte mit dem Satellitentelefon Hilfe an und meldete sich zum letzten Mal am 10. November. Seine Leiche wurde am 14. November geborgen.

## Werk
- Tomaž Humar: Ni nemogočih poti. Mobitel, Ljubljana 2001, ISBN 961-6403-23-0.